# Grant (Nebraska)
Grant è un centro abitato (city) degli Stati Uniti d'America ed è capoluogo della contea di Perkins nello Stato del Nebraska.
La popolazione era di 1,165 persone al censimento del 2010.

## Storia
Grant fu progettata nel 1886 quando la Chicago, Burlington and Quincy Railroad fu estesa fino a quel punto. La città prende il nome da Ulysses S. Grant, 18º Presidente degli Stati Uniti d'America.

## Geografia fisica
Grant è situata a 40°50′40″N 101°43′34″W (40.844405, -101.726109).
Secondo lo United States Census Bureau, ha un'area totale di 0,73 miglia quadrate (1,89 km²).

## Società

### Evoluzione demografica
Secondo il censimento del 2010, c'erano 1,165 persone, 520 nuclei familiari e 317 famiglie residenti nella città. La densità di popolazione era di 1,595,9 persone per miglio quadrato (616,2/km²). C'erano 588 unità abitative a una densità media di 805,5 per miglio quadrato (311,0/km²). La composizione etnica della città era formata dal 97,7% di bianchi, lo 0,1% di afroamericani, lo 0,4% di nativi americani, lo 0,4% di asiatici, l'1,0% di altre razze, e lo 0,3% di due o più etnie. Ispanici o latinos di qualunque razza erano il 2,7% della popolazione.
C'erano 520 nuclei familiari, di cui il 26,2% aveva figli di età inferiore ai 18 anni, il 53,5% aveva coppie sposate conviventi, il 4,8% aveva un capofamiglia femmina senza marito, il 2,7% aveva un capofamiglia maschio senza moglie, e il 39,0% erano non-famiglie. Il 36,5% di tutti i nuclei familiari erano individuali e il 21,2% erano persone di 65 anni o di più che vivevano da sole. Il numero di componenti medio di un nucleo familiare era di 2,16 e quello di una famiglia era di 2,79.
La popolazione media della città era di 46,4 anni. Il 23,3% di persone sotto i 18 anni; il 5,6% di persone dai 18 ai 24 anni; il 19,9% di persone dai 25 ai 44 anni; il 26,4% di persone dai 45 ai 64 anni; e il 24,8% pari a 65 anni o di più. Il numero di abitanti per genere della città era il 47,6% maschi e il 52,4% femmine.